# بطولة أمريكا الشمالية إن إكس تي
 الصورةبطولة أمريكا الشمالية إن إكس تي]]
بطولة إن إكس تي لأمريكا الشمالية هي بطولة مصارعة محترفة أسست من قبل وتدافع عنها في دبليو دبليو إي على عرضها التدريبي إن إكس تي. هي البطولة الثانوية على العرض وتم تأسيسها في تاريخ 7 مارس، 2018 (تم بث الحلقة تاريخ 28 مارس). آدم كول كان أول بطل وريكوشيه هو أطول من إحتفظ بالبطولة. البطل الحالي هو فيلفيتين دريم في أول عهد له.

## شكل الحزام

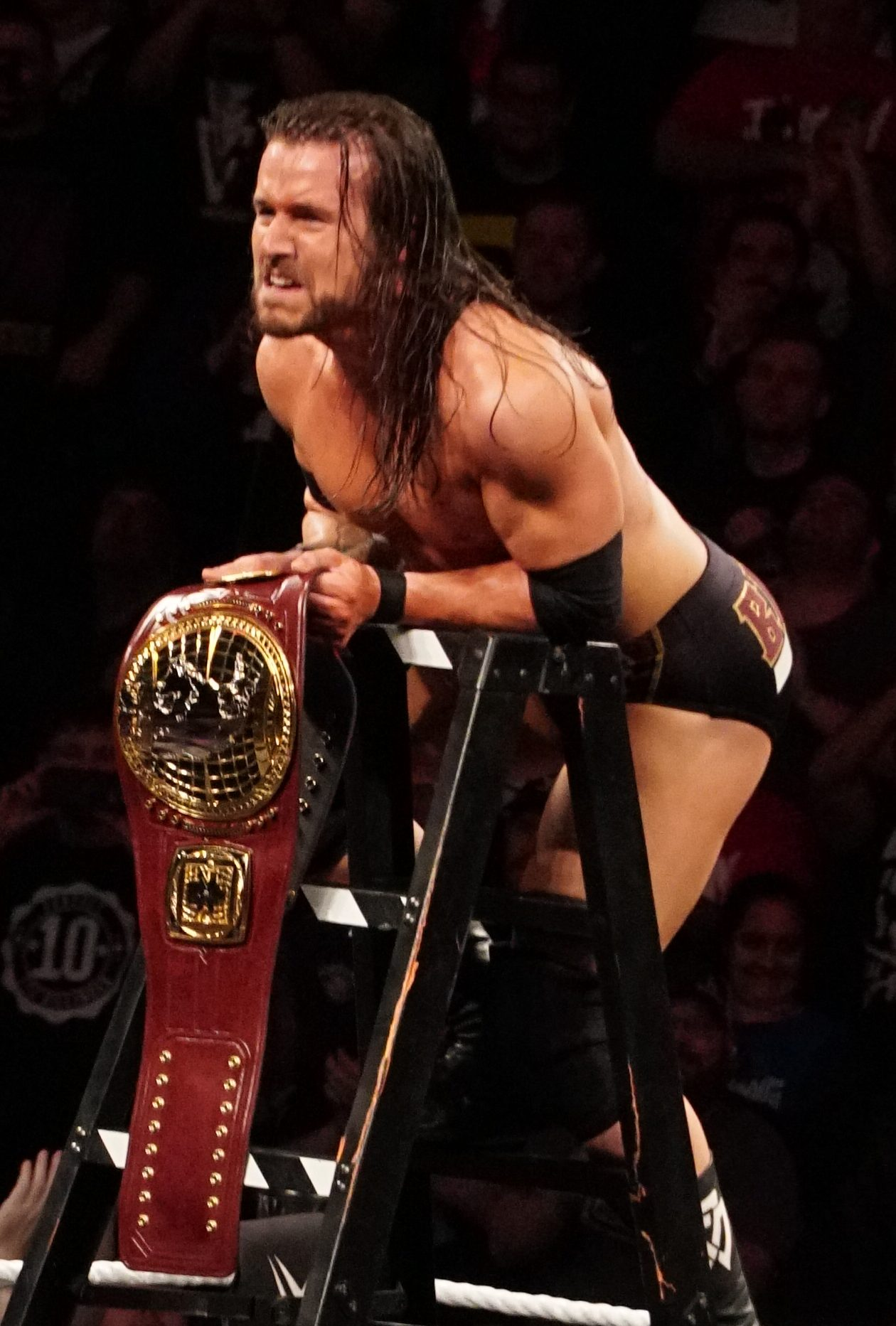
أول بطل آدم كول بعد أن فاز باللقب للمرة الأولى، يظهر هنا و هو يحمل حزام البطولة مع أطباق جانبيتان عاديتان.

في أبريل 3، 2018، تريبل إتش أظهر شكل حزام البطولة. الحزام عليه ثلاث أطباق ذهبية على حزام سميك بني اللون، الطبق الوسط عليه شكل قارة أمريكا الشمالية ومكتوب فوق الشكل «أمريكي شمالي» وفوقها شعار الإن إكس تي. تحت الشكل مكتوب كلمة «بطل». الأطباق الجانبيتان يمكن أن يستبدلا بشعار البطل الحالي.

## الأبطال

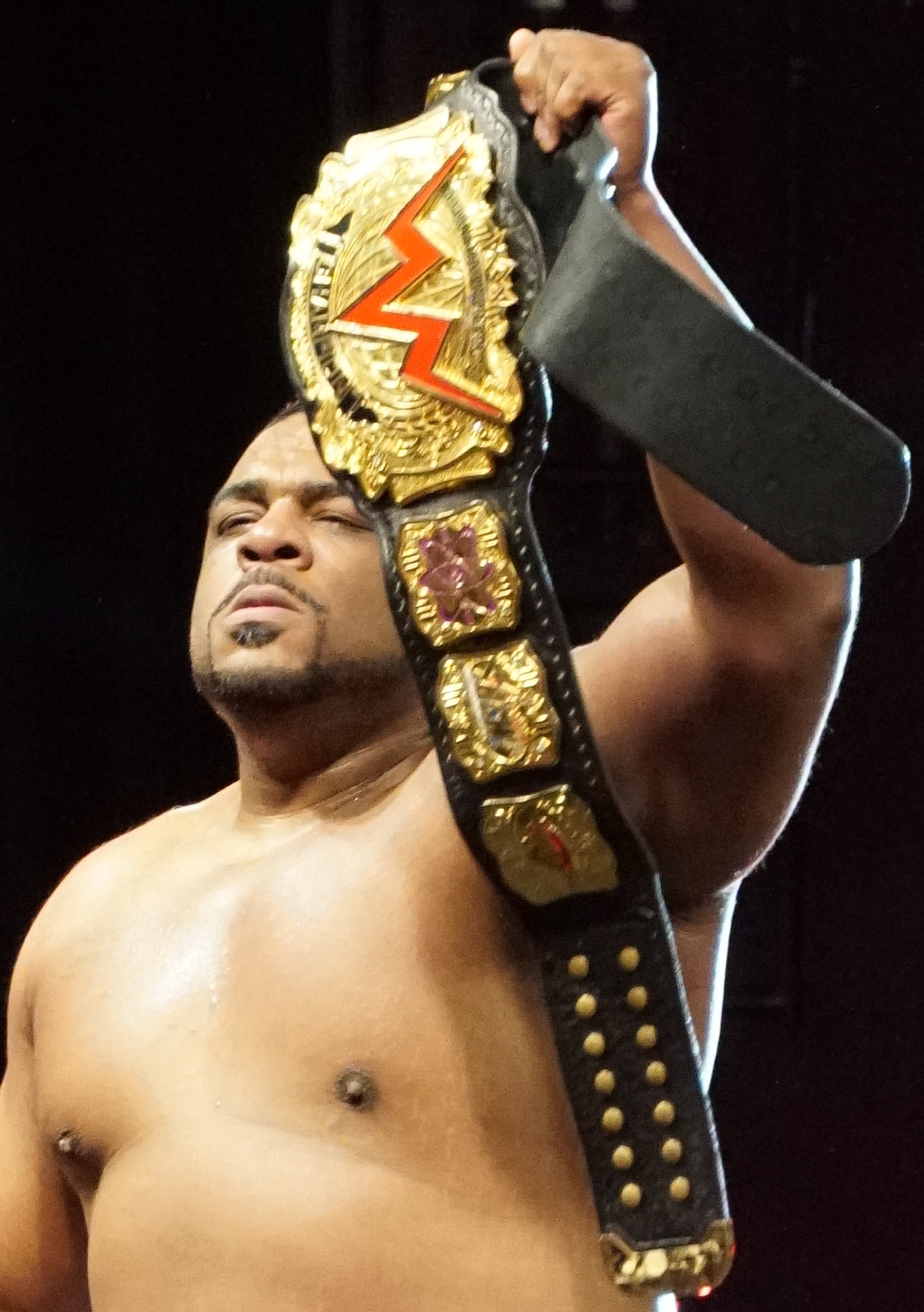
البطل الحالي كيث لي

| رقم العهد | هو عدد المرات التي حمل فيه البطل البطولة   |
| الموقع    | المكان الذي فاز فيه البطل بالبطولة         |
| الحدث     | الحدث أو العرض الذي فاز فيه البطل بالبطولة |
| +         | يعني أن هذا الرقم يزداد يوميا              |

| # | الاسم         | التاريخ        | الموقع                         | الحدث                 | رقم العهد | عدد الأيام | ملاحظات | مصدر        |
| - | ------------- | -------------- | ------------------------------ | --------------------- | --------- | ---------- | --- | ----------- |
| 1 | آدم كول       | أبريل 7، 2018  | إن إكس تي تيكأوفر: نيو أورلينز | نيو أورلينز، لويزيانا | 1         | 133        | كول هزم ريكوشيه، إي سي ثري، فيلفيتين دريم، كيليان داين ولارس ساليفان في مباراة سلم سداسية ليصبح البطل الأول. | [ 1 ] [ 4 ] |
| 2 | ريكوشيه       | أغسطس 18، 2018 | إن إكس تي تيكأوفر: بروكلين 4   | بروكلين، نيو يورك     | 1         | 161        | | [ 5 ]       |
| 3 | جوني جرجانو   | 26 يناير 2019  | إن إكس تي تيكأوفر: فينكس       | فينكس، أريزونا        | 1         | 4          | |             |
| 4 | فيلفيتين دريم | 30 يناير 2019  | إن إكس تي                      | وينتر بارك، فلوريدا   | 1         | 2232+      | | [ 6 ]       |